# Țărmure (okręg Sălaj)
Țărmure (węg. Erdőtanya) – wieś w Rumunii, w okręgu Sălaj, w gminie Sărmășag. W 2011 roku pozostawała niezamieszkana.